# Olof Torén
Olof Torén (* 1718 in Sätila, Västergötland, Schweden; † 1753 in Näsinge, Bohuslän) war ein schwedischer Naturforscher und evangelischer Pfarrer. Sein offizielles botanisches Autorenkürzel lautet „Torén“.

## Leben
Nach seinem Abschluss an der Universität Uppsala 1737 wirkte Toren bis 1747 als Pfarrer. Dann unternahm er zwei Fahrten als Schiffsseelsorger auf Schiffen der schwedischen Ost-Indischen Kompanie.
Die erste Reise führte ihn an Bord des Schiffes Hoppet nach Java. Das Schiff stach am 26. Januar 1748 in See kehrte am 11. Juli 1749 zurück.
Die zweite Reise begann am 8. April 1750. Er fuhr mit der Götha Leijon nach Surat in Indien und Kanton in China. Das Schiff blieb von September 1750 bis Februar 1751 in Surat und fuhr dann über Kanton zurück. Es erreichte Schweden am 26. Juni 1752.
Die zweite Reise kam auf Vermittlung von Carl von Linné zustande. Die Aufzeichnungen Toréns wurden 1757 nach seinem Tod veröffentlicht. Er starb vermutlich an einer Krankheit, die er sich in den Tropen zugezogen hatte.

## Ehrentaxon
Linné benannte Torén zu Ehren die Gattung Torenia aus der Familie der Braunwurzgewächse.

## Bücher
Die deutsche Ausgabe seines Tagebuch wurde zusammen mit dem von Pehr Osbeck veröffentlicht.
Reise nach Ostindien und China. Nebst D. Toreens Reise nach Suratte und E. G. Ekebergs Nachricht von der Landwirtschaft der Chineser Rostock, J. C. Koppe, 1765 (übersetzt von J. G. Georgi)
Carl von Linné veröffentlichte die Daten von Torén zusammen mit denen von Pehr Osbeck unter dem Titel Dagbok öfwer in ostindisk resa åren 1750, 1751, 1752.